# Мечеть имени Шейха Мансура
Мечеть имени Шейха Мансура — пятничная мечеть в микрорайоне Алды, расположена в Шейх-Мансуровском районе города Грозного. В здании мечети одновременно могут молиться до 4000 верующих.

## История
По состоянию на 1883 год в селении Новые Алды насчитывалось 4 мечети, — главная джума-мечеть и 3 квартальных.
Старая пятничная мечеть поселка Алды была построена в 1993 году. Автор проекта — главный архитектор Грозного Д. А. Кадиев. В период военных действий она сильно пострадала, несколько раз реконструировалась.
Мечеть была названа в честь первого имама Северного Кавказа Шейха Мансура (1760—1794).
В ноябре 2019 года посёлок Алды посетил глава региона, им было дано поручение построить новое здание мечети, рассчитанное на большее количество молящихся прихожан. Новая мечеть была построена на месте старой мечети имени Шейха Мансура.
23 августа 2021 года прошло торжественное открытие мечети, где присутствовали местные жители и руководство Чеченской республики.

## Архитектура
Двухэтажное здание мечети выполнено в восточном стиле, здание украшено куполами есть цокольный этаж и входная терраса. Мечеть строилась из бетонного монолита, помимо основного яруса внутри предусмотрены балконы по сторонам верхней части зала. Её высота вместе с двумя минаретами и куполом равна 35 метрам. Мечеть имеет 3 входа, главный из них расположен на северной стороне, 2 других — на западной и восточной. Фасад мечети украшает главный большой портал с выступом.
Мечеть венчают три купола, основной в центре и два небольших по бокам. Главный купол мечети выполнен из железных листов типа «Чешуя» с покрытием под золото. Его диаметр составляет 10 метров, высота 6,1 метр.
Внутренняя отделка мечети выполнена высококачественным покрытием по стенам с последующей декоративной окраской. Декоративные элементы отделки помещений мечети гипсовые изделия и орнаменты, стены и потолки расписаны под золото художниками из Узбекистана. Построен деревянный резной минбар и молитвенная ниша в стене мечети — михраб, направлена в сторону Мекки, указывая верующим направление во время молитвы. Большие люстры в мечети украшены надписями арабской каллиграфией. Центральная люстра под большим куполом оформлена надписью Аллах и Муххаммед, остальные четыре люстры расположенные по углам центрального зала расписаны именами четырёх праведных халифов — Абу Бакра, Умара, Усмана и Али. Две другие люстры под двумя малыми куполами, которые расположены над балконами расписаны именами Аль-Хасан и Аль-Хусейн. Религиозный объект оборудован современной системой акустики. Рядом со зданием мечети построено здание для омовения.

## Галерея

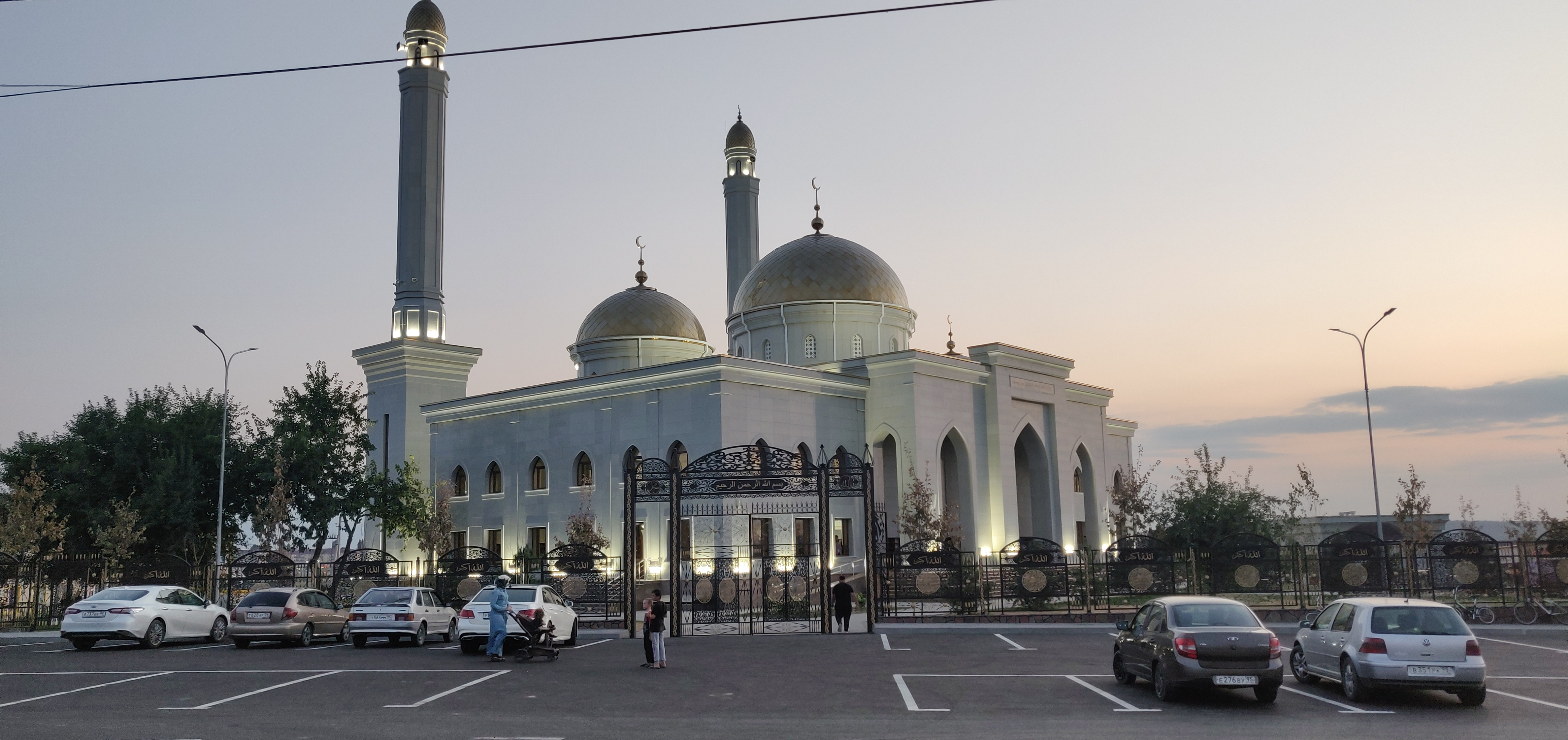
Общий вид
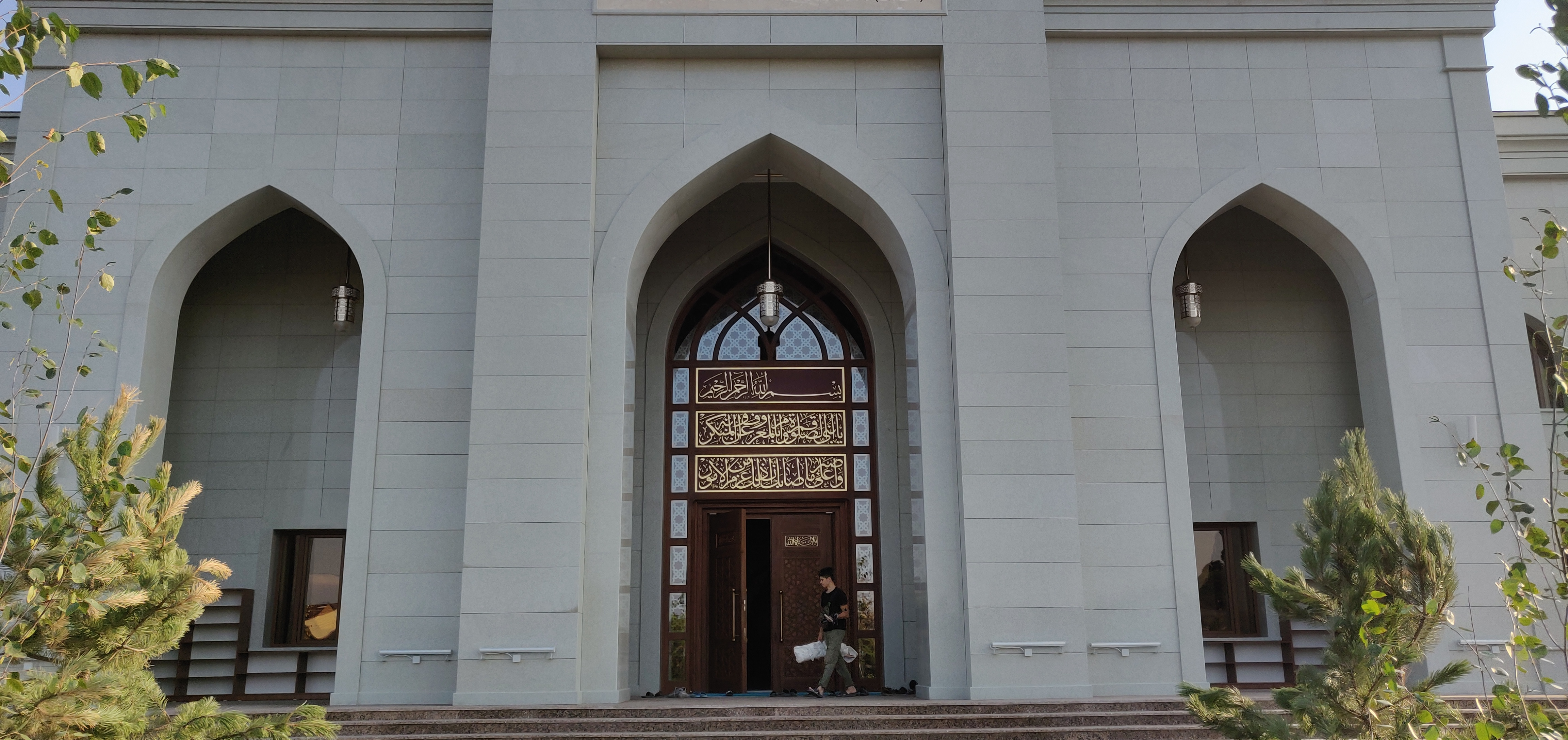
Портал здания
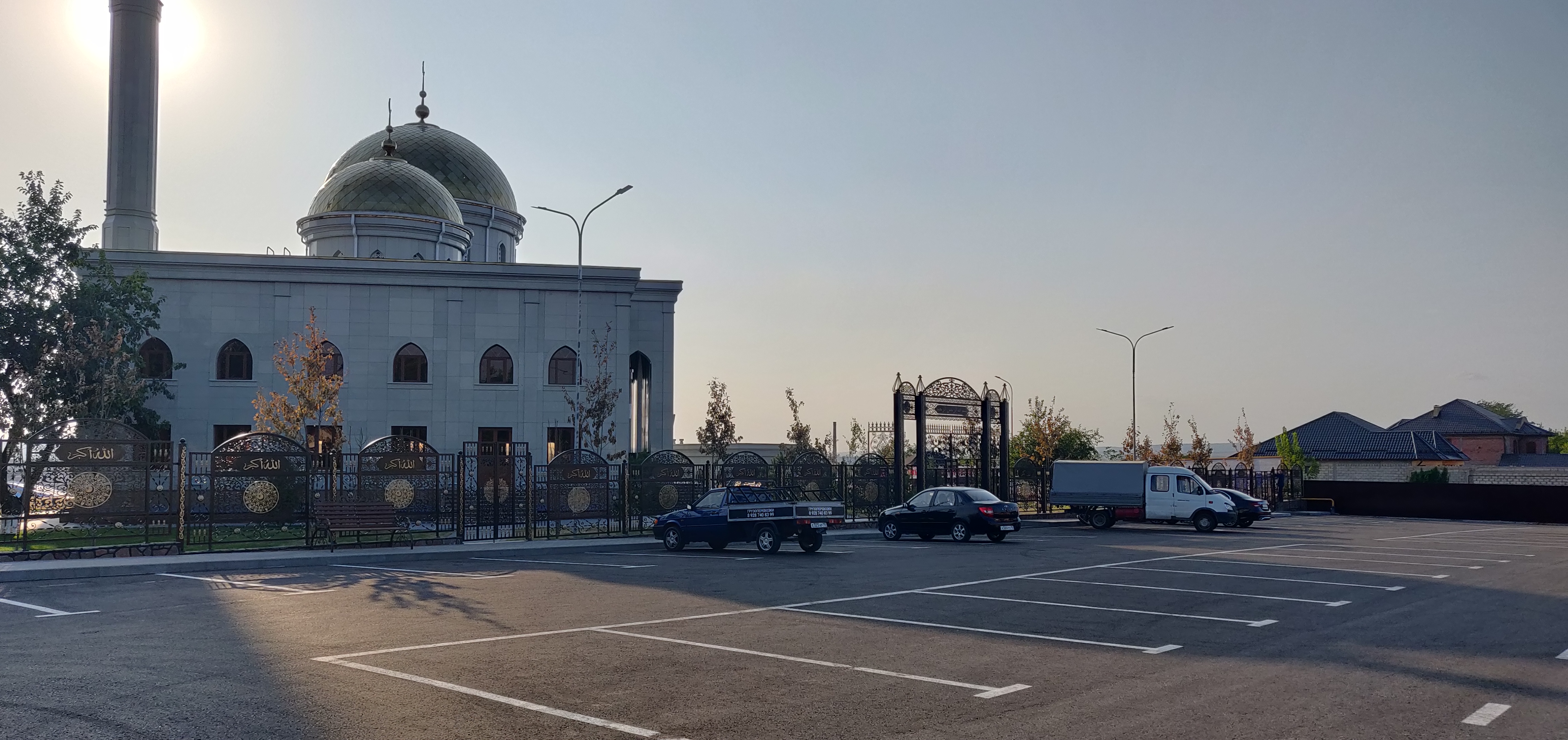
Вид мечети
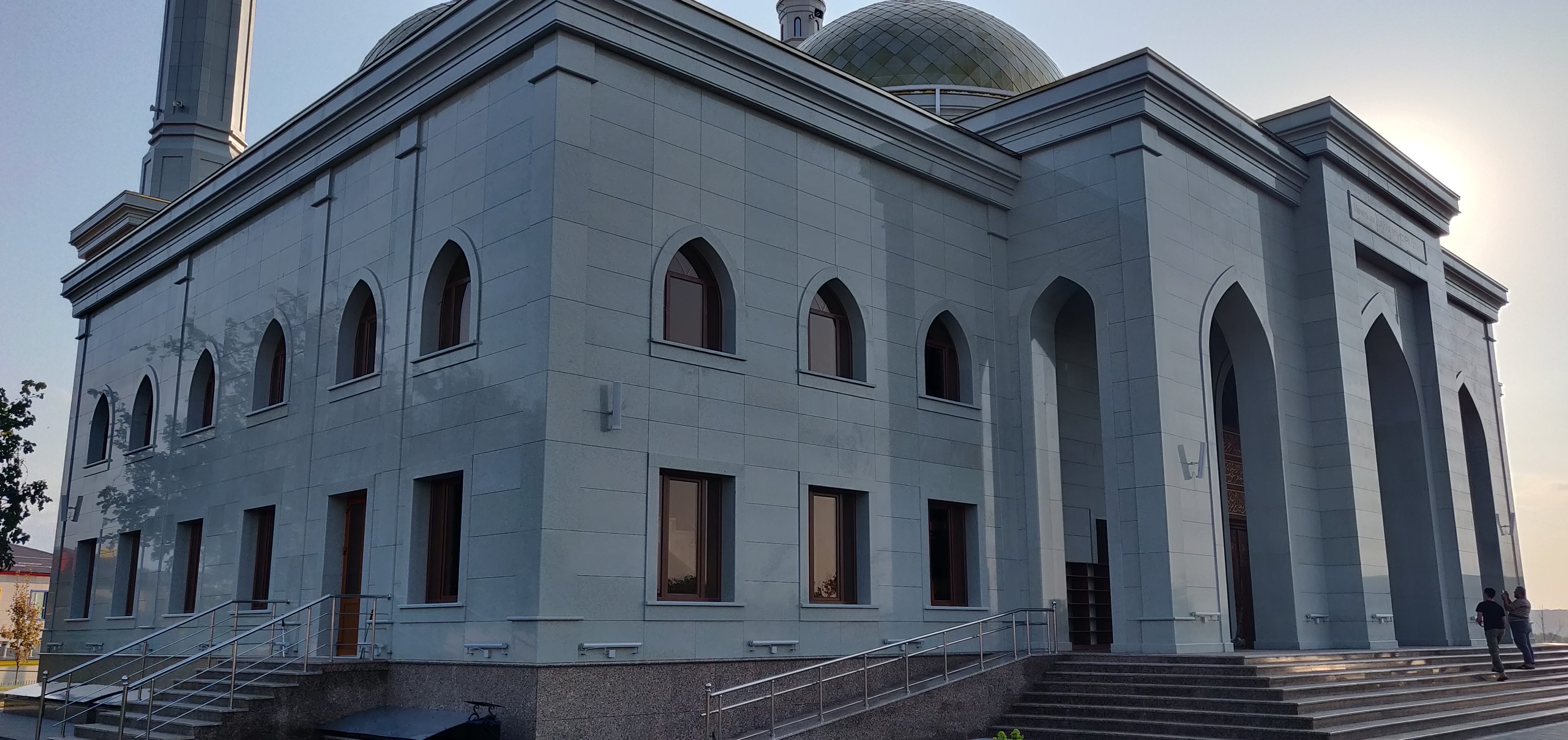
Облицовка фасада
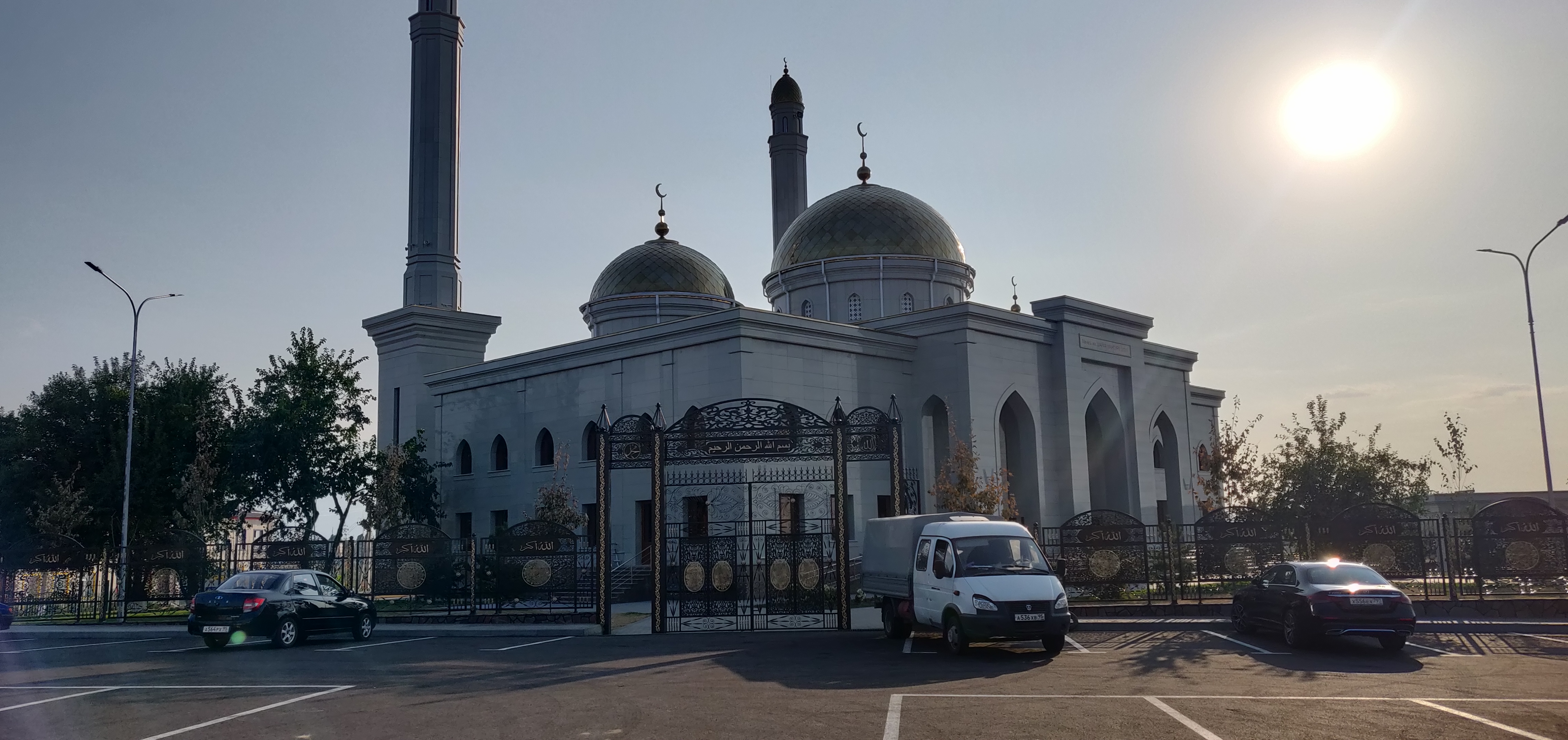
Декоративные ворота
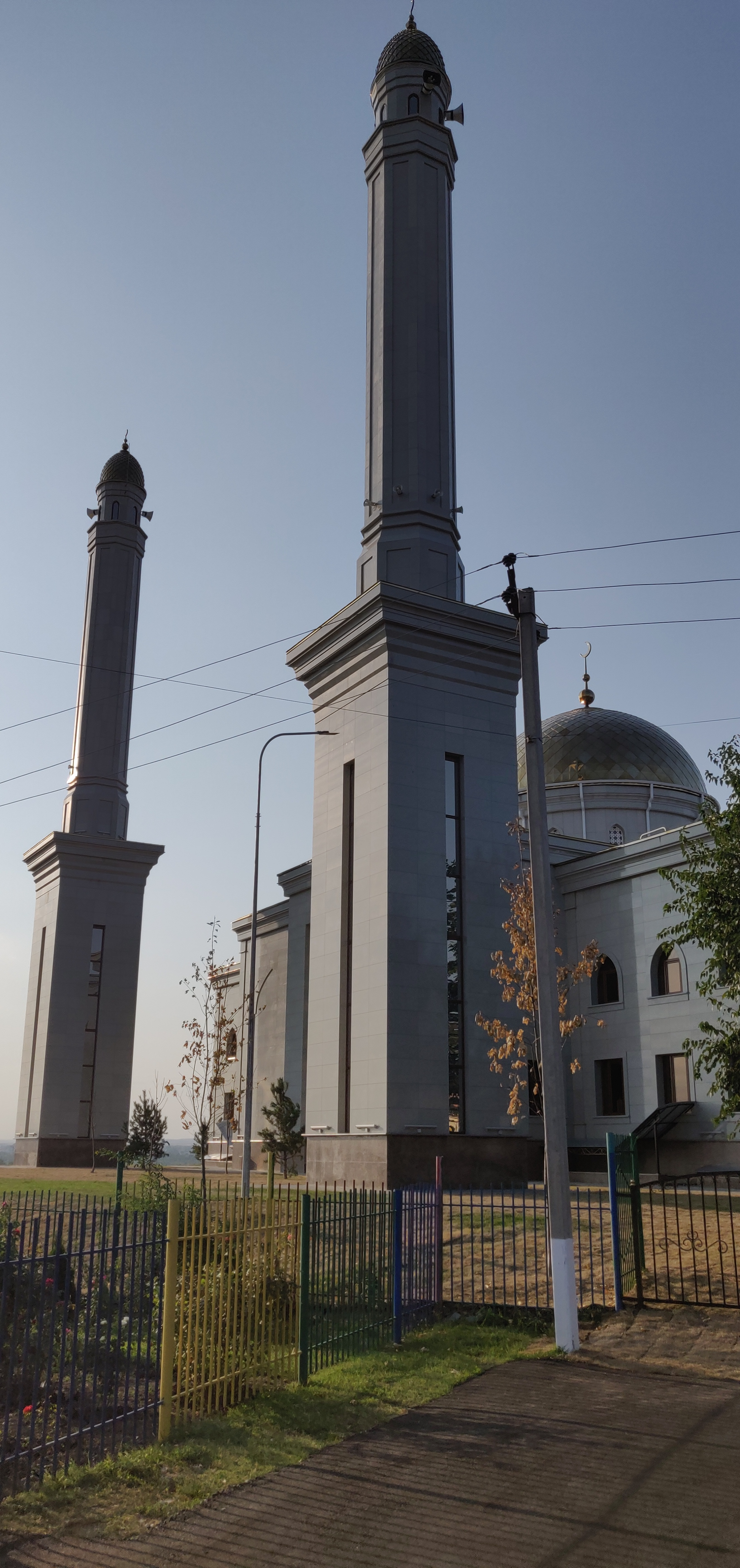
Минареты мечети
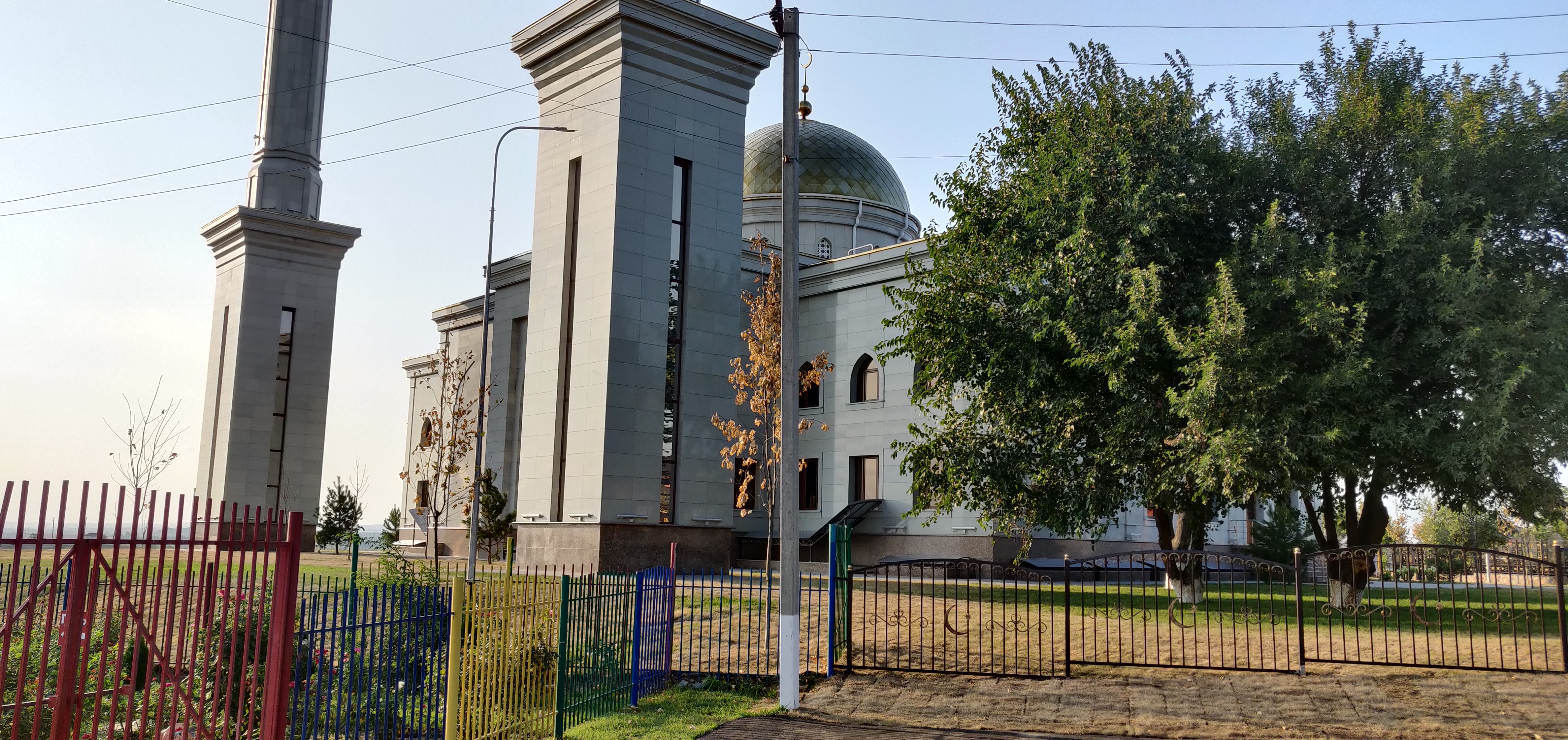
Вид нижней части минарета
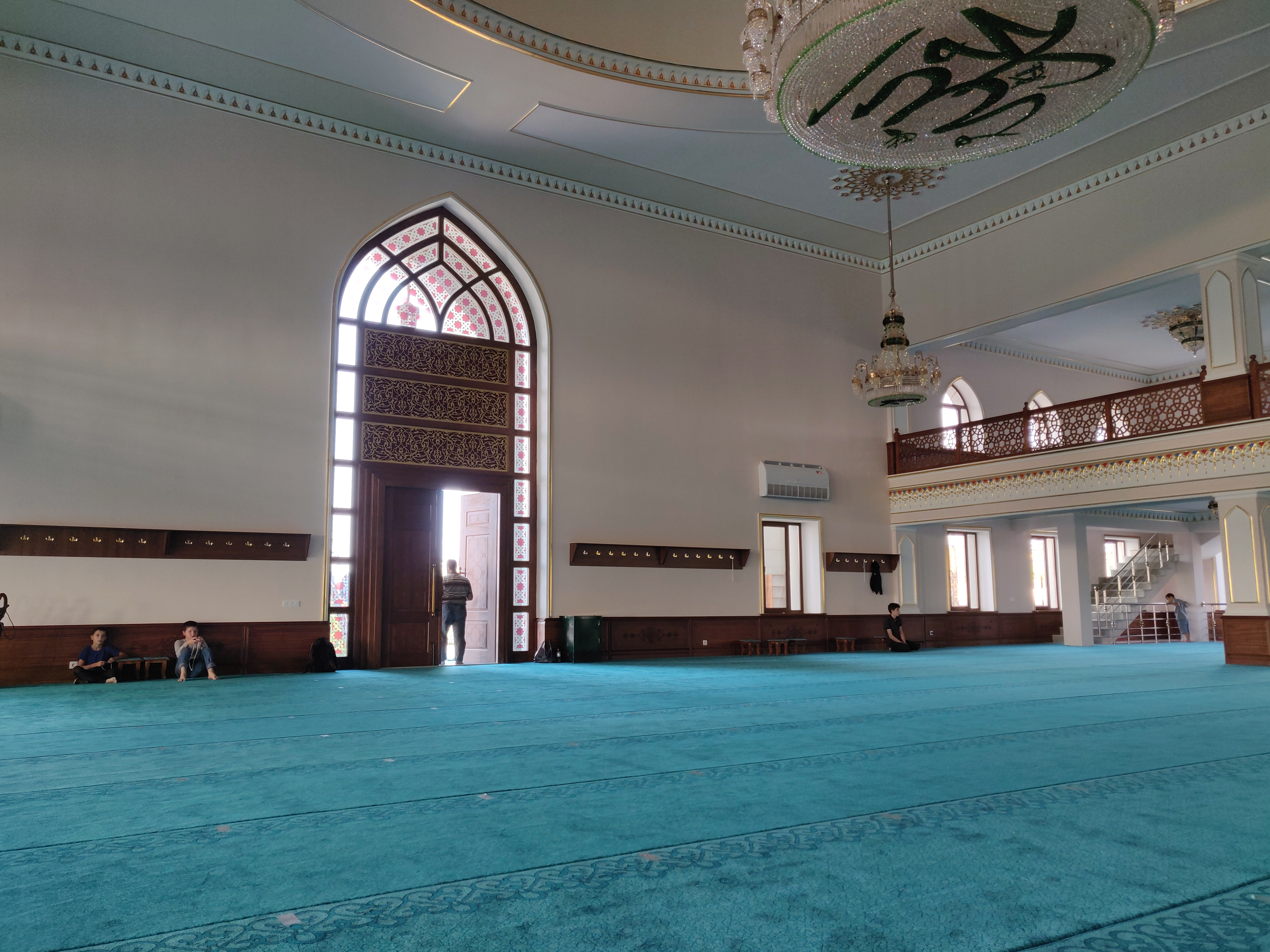
Главных вход мечети в самом здании
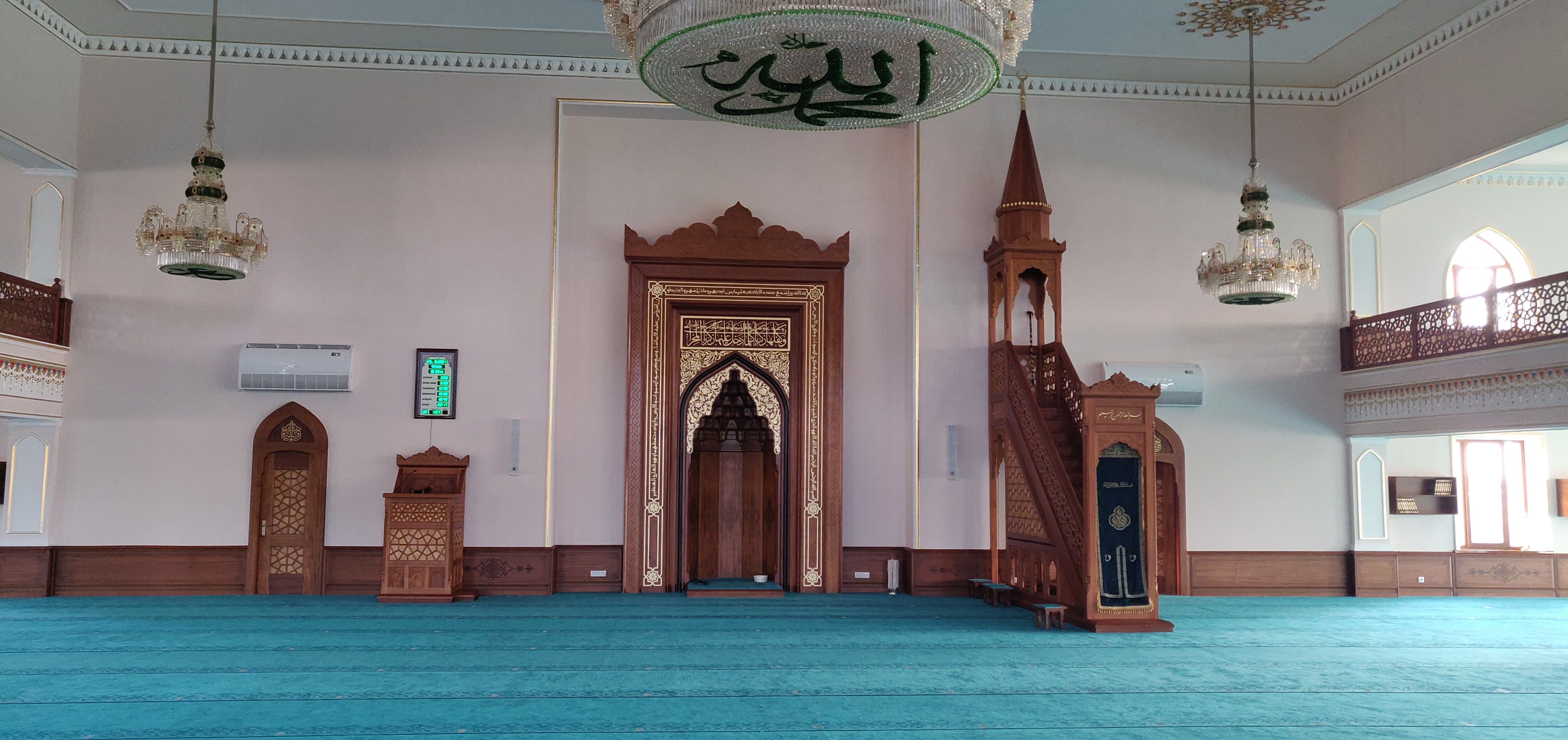
Михраб и минбар, направление на киблу в г. Мекка
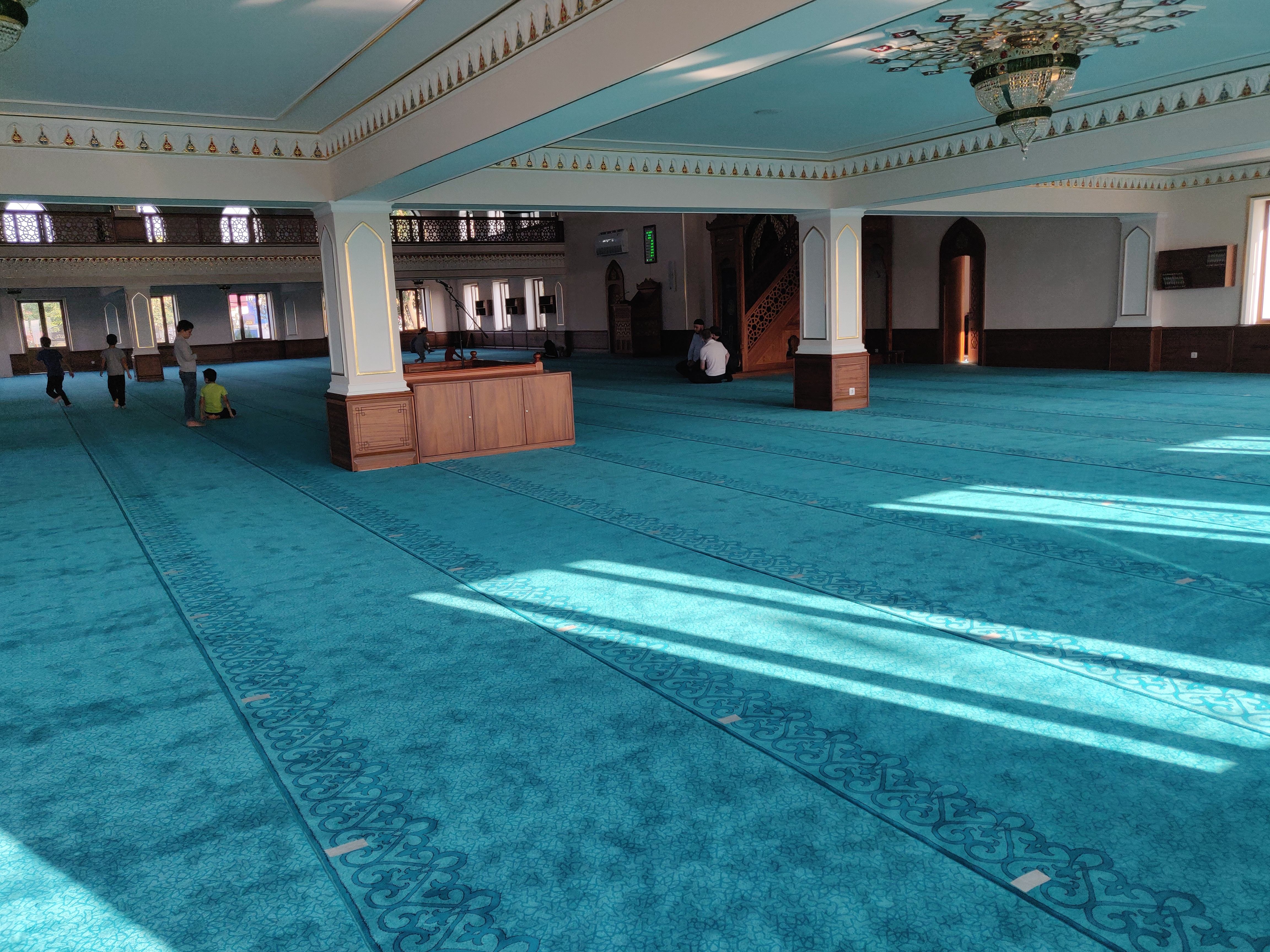
Интерьер мечети
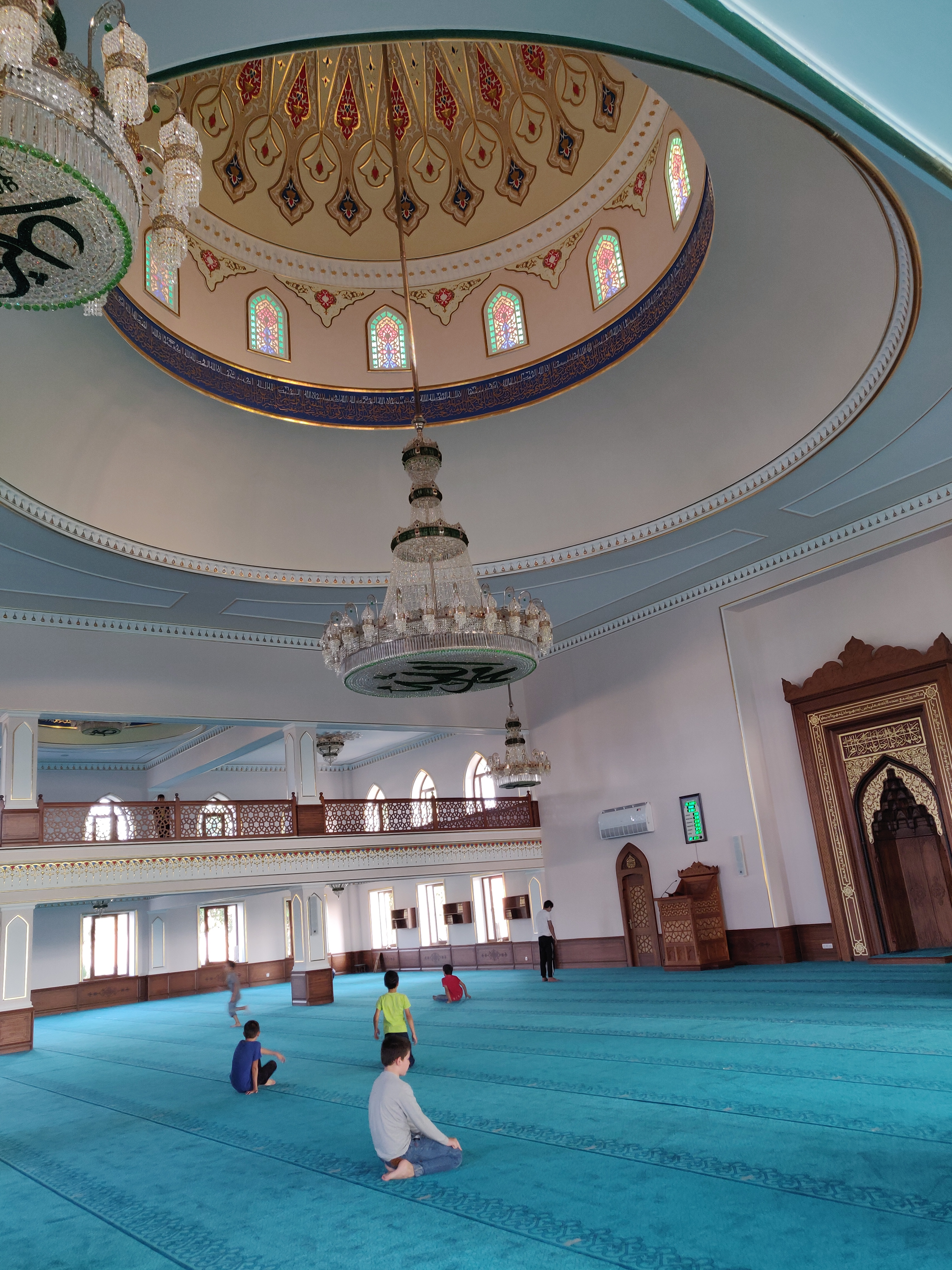
Внутреннее убранство мечети
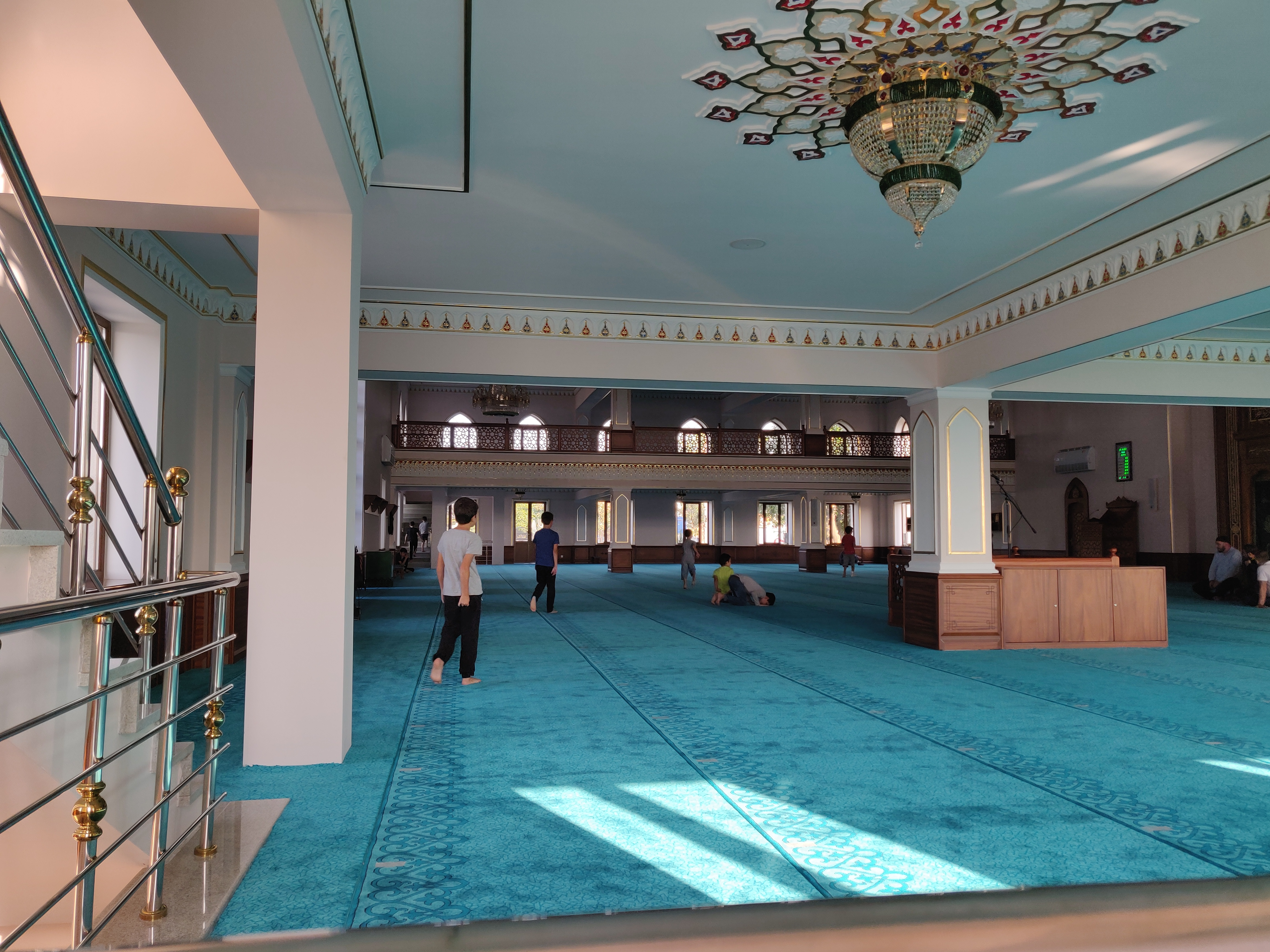
Зал
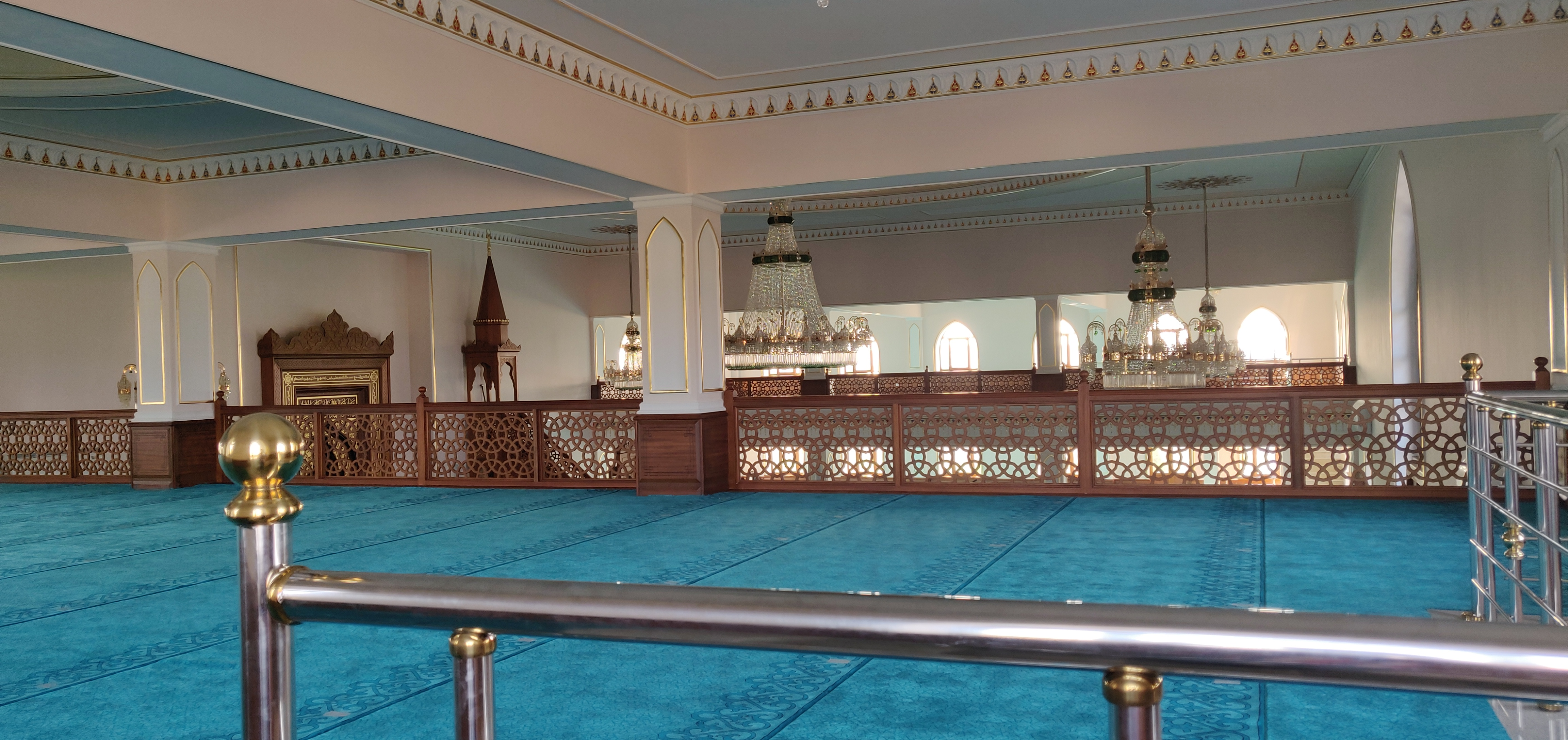
Балкон центрального зала
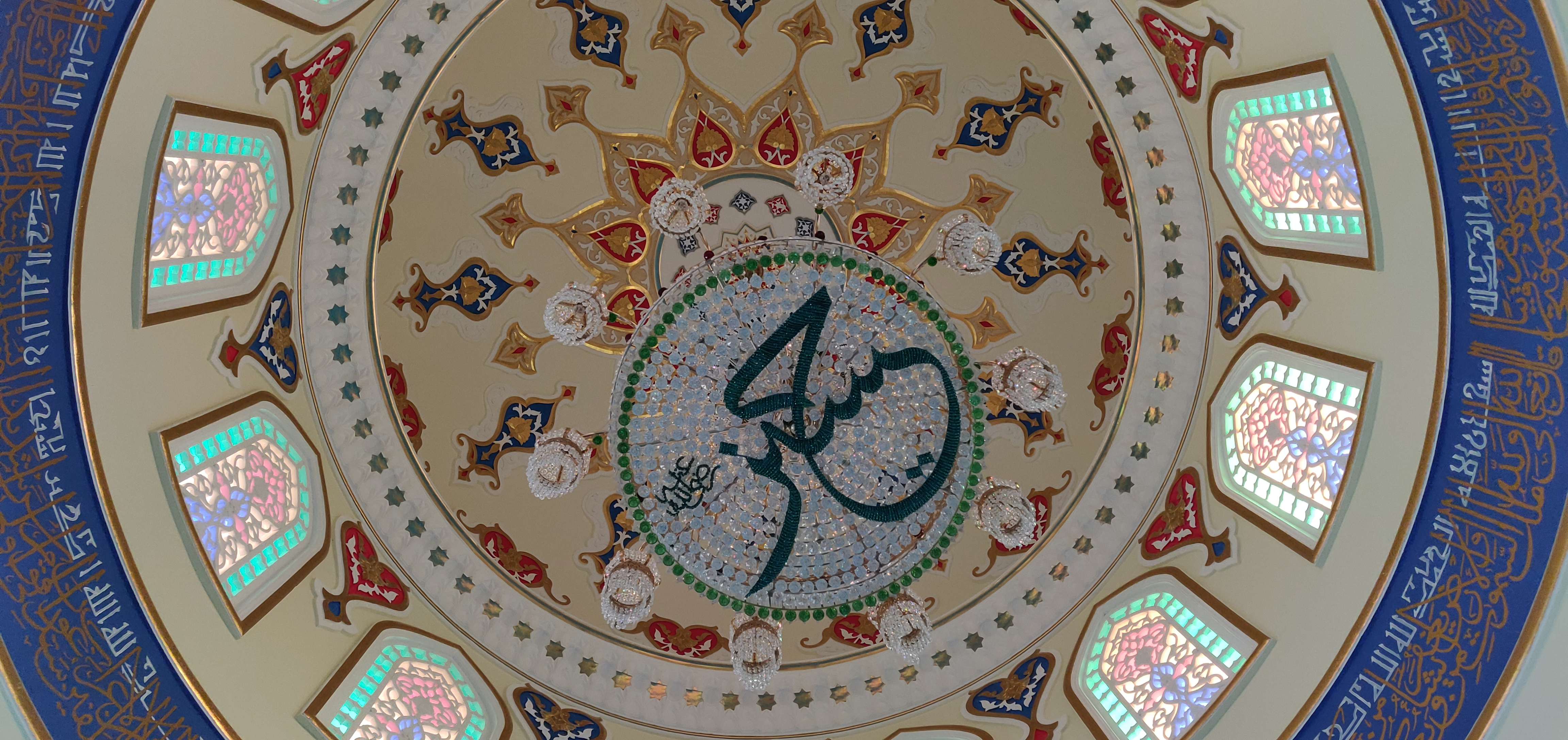
Декор малого купола в здании
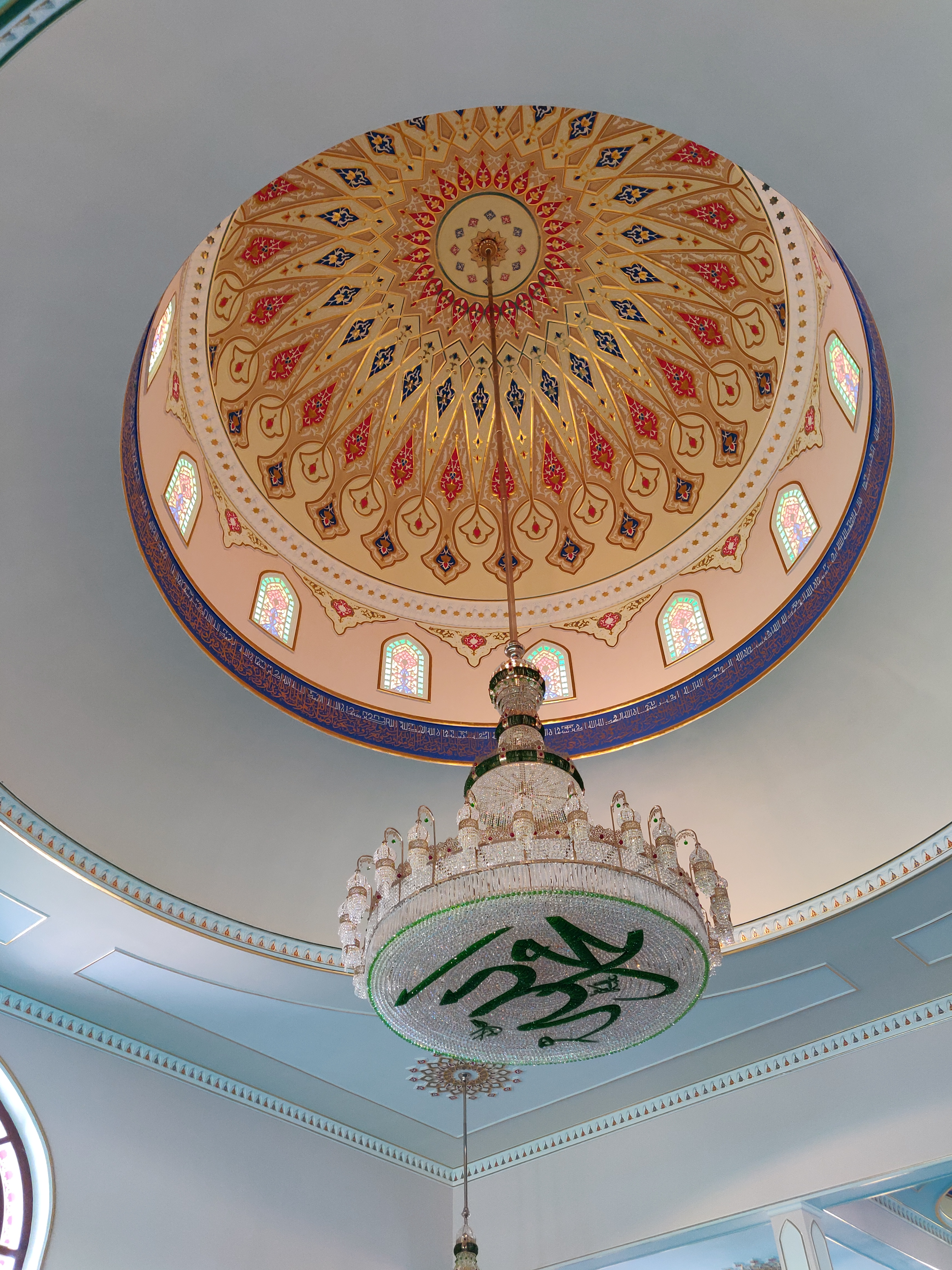
Орнамент купола
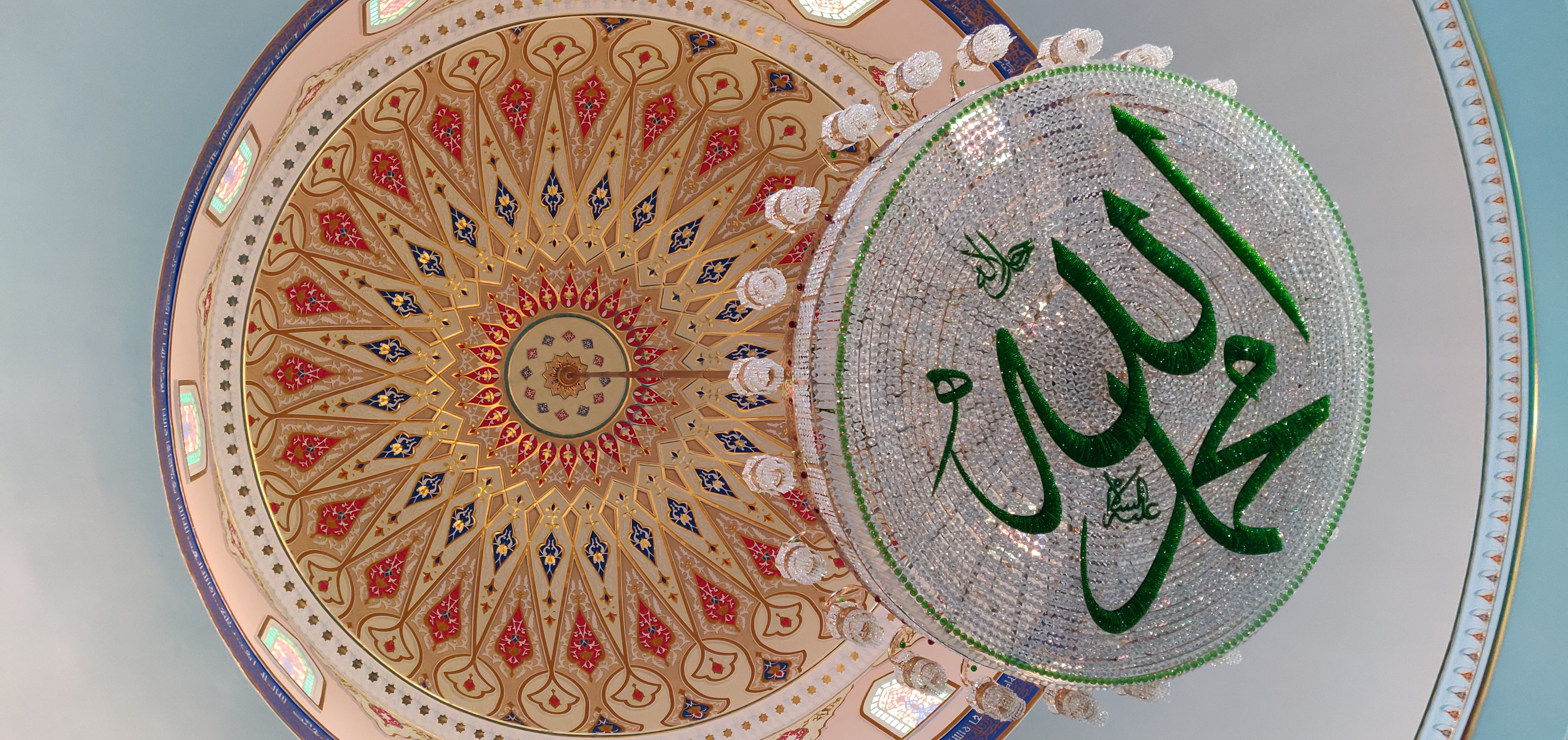
Люстра под куполом с арабской каллиграфией
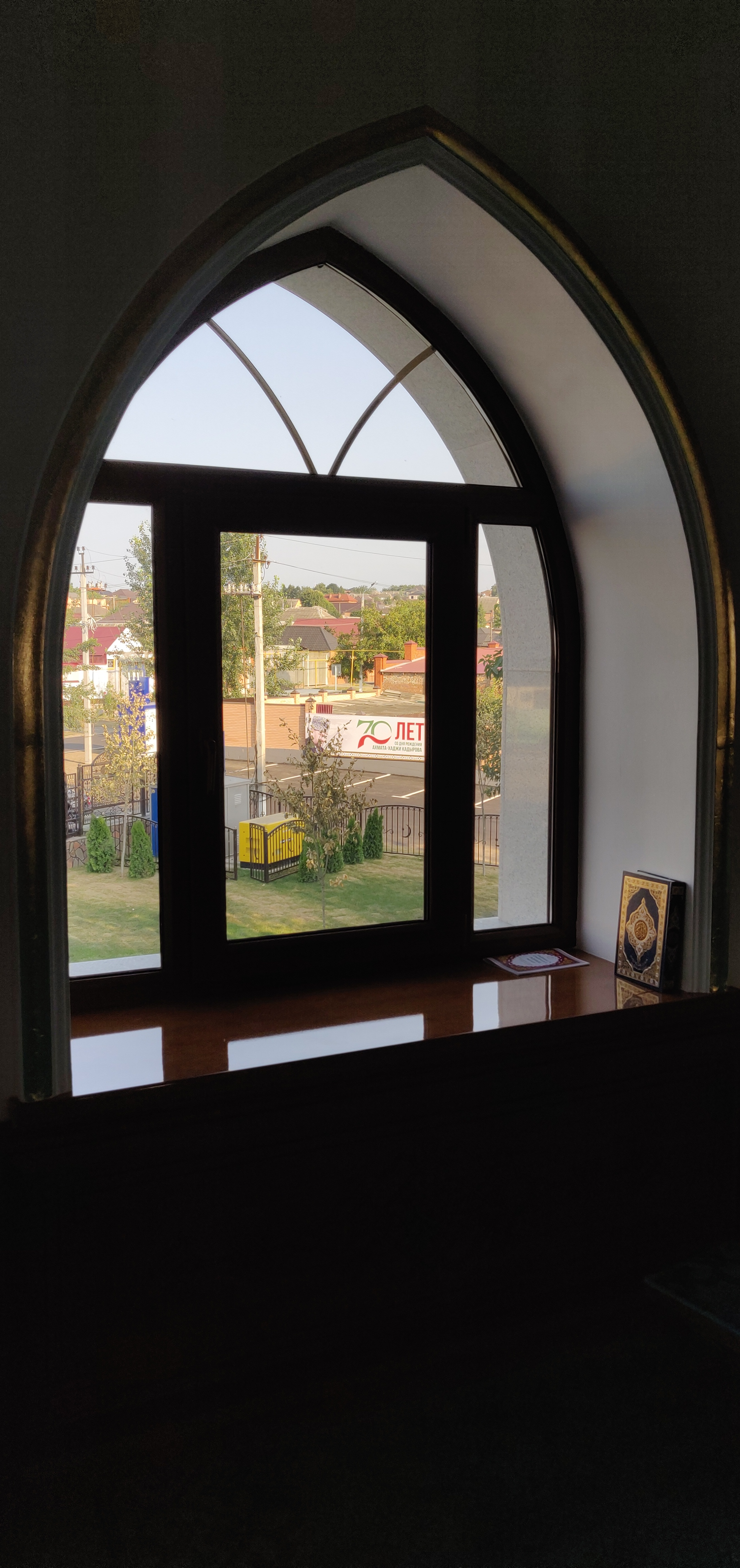
Окно вид изнутри
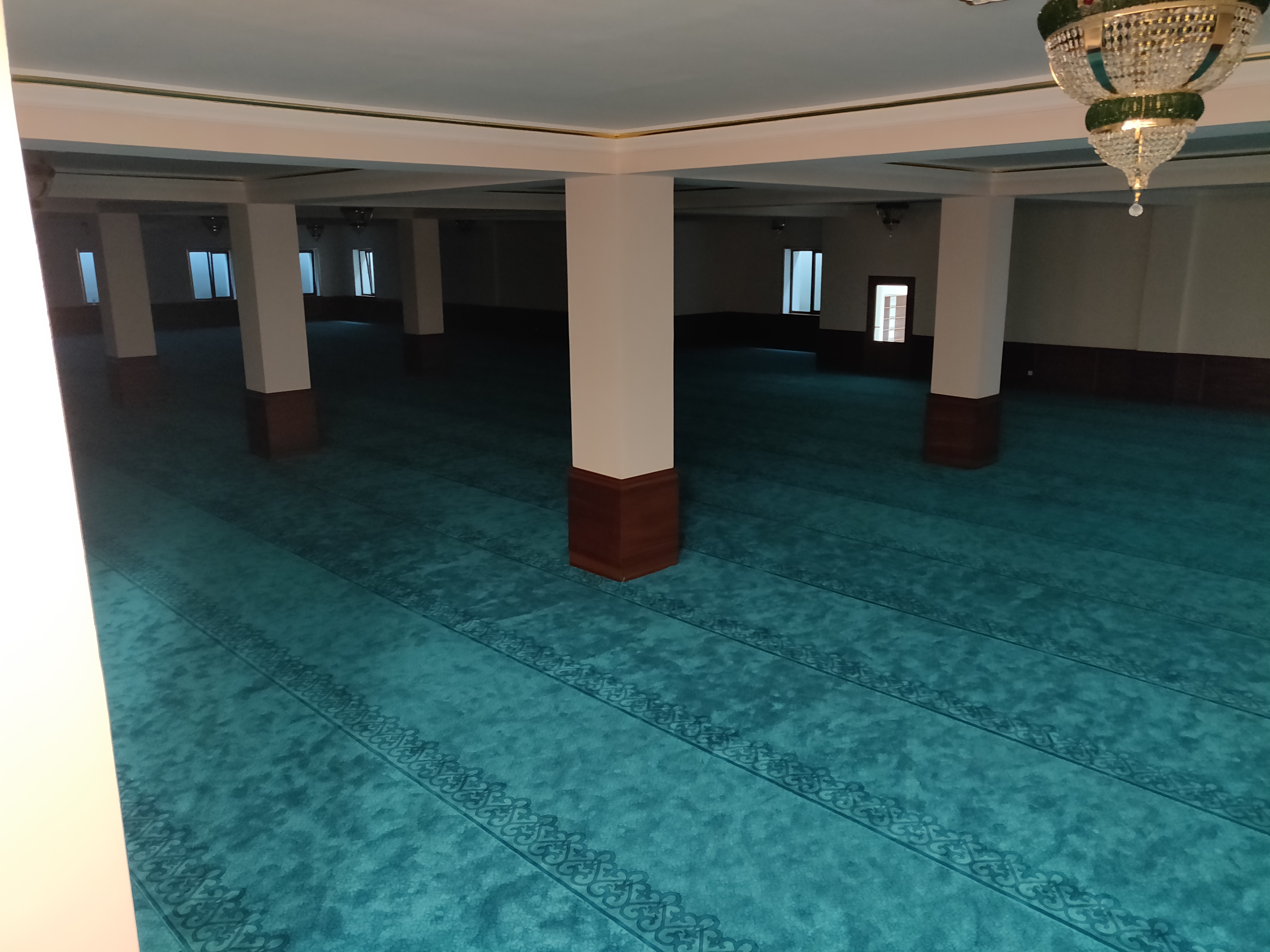
Цокольный этаж в здании
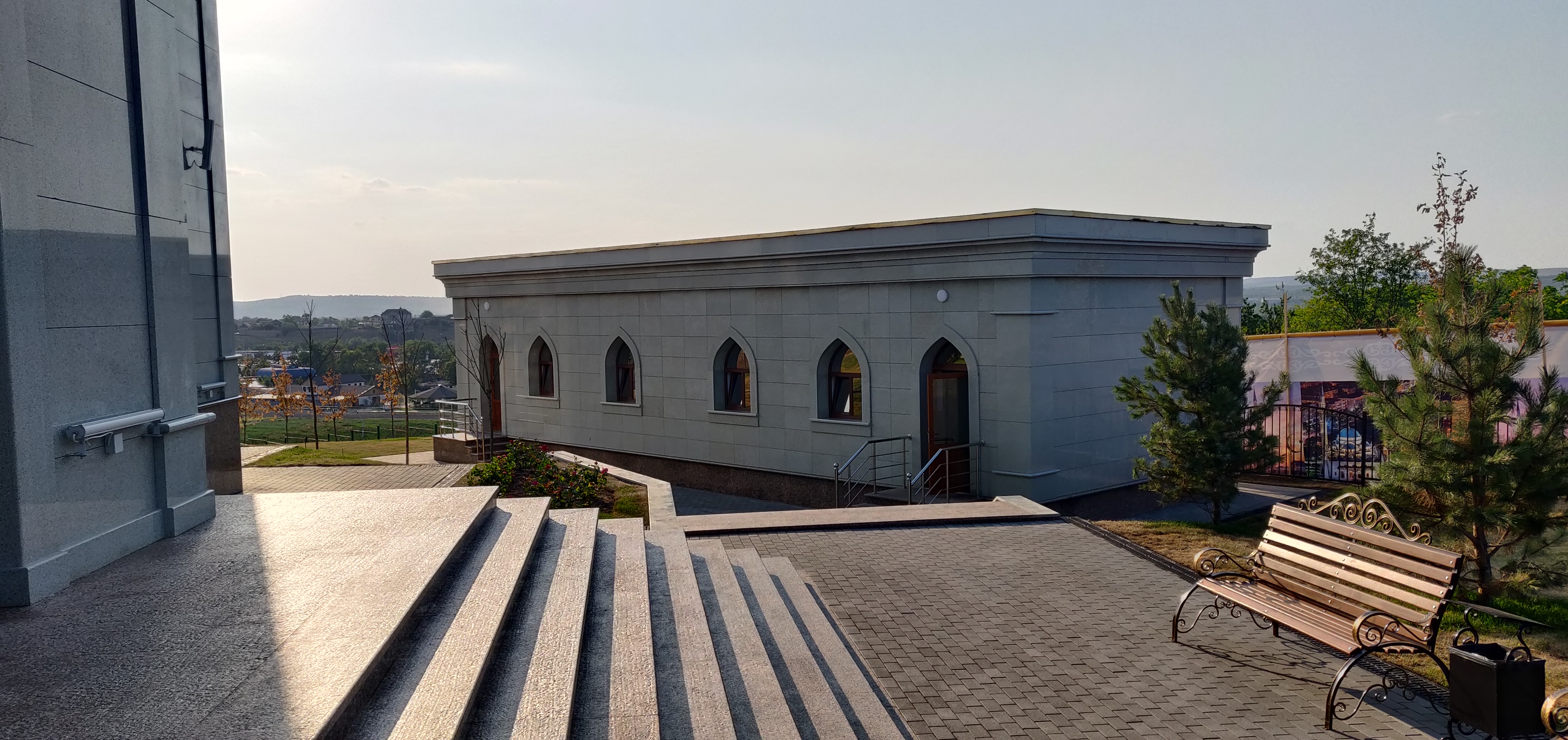
Здание для омовения
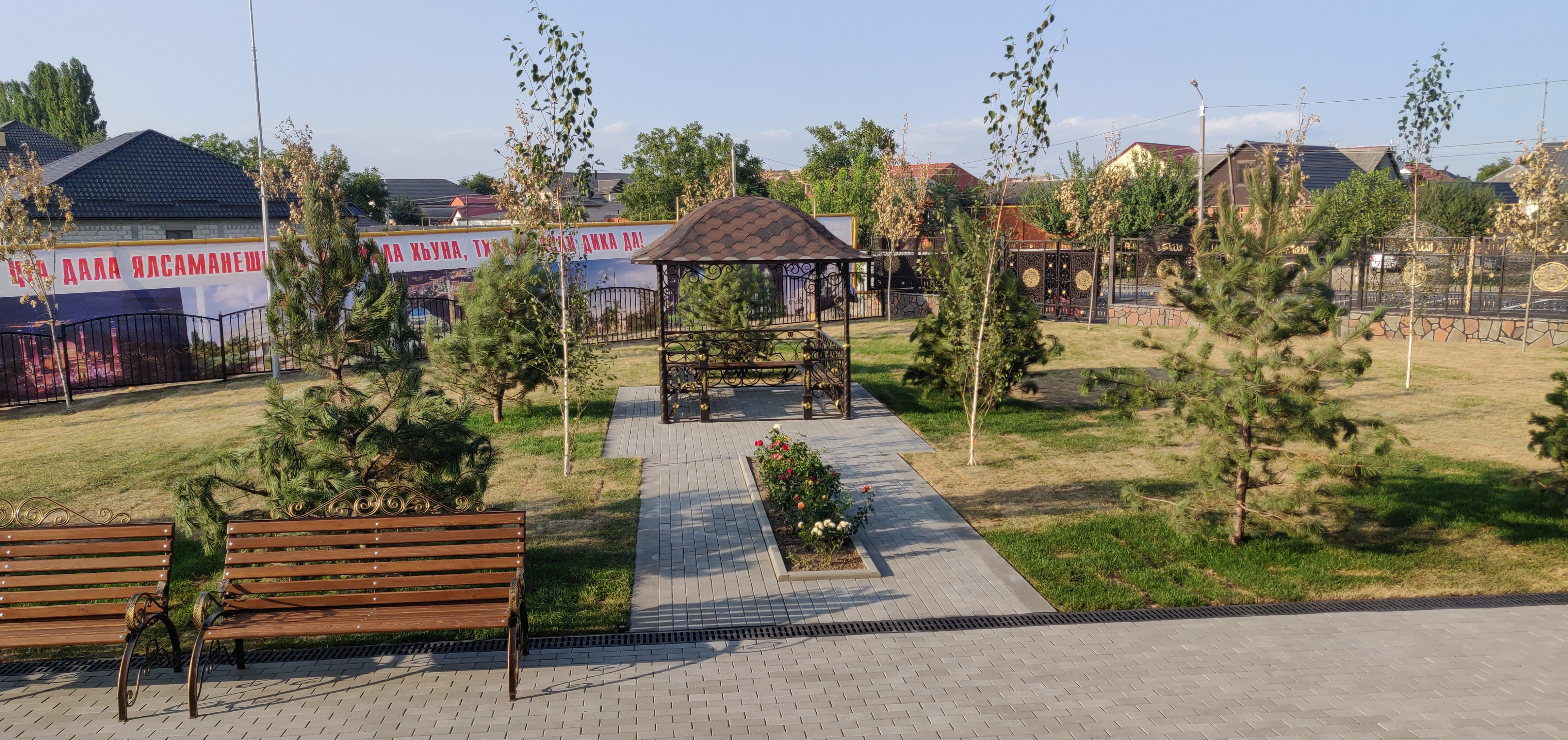
Зёленая благоустроенная зона возле здания
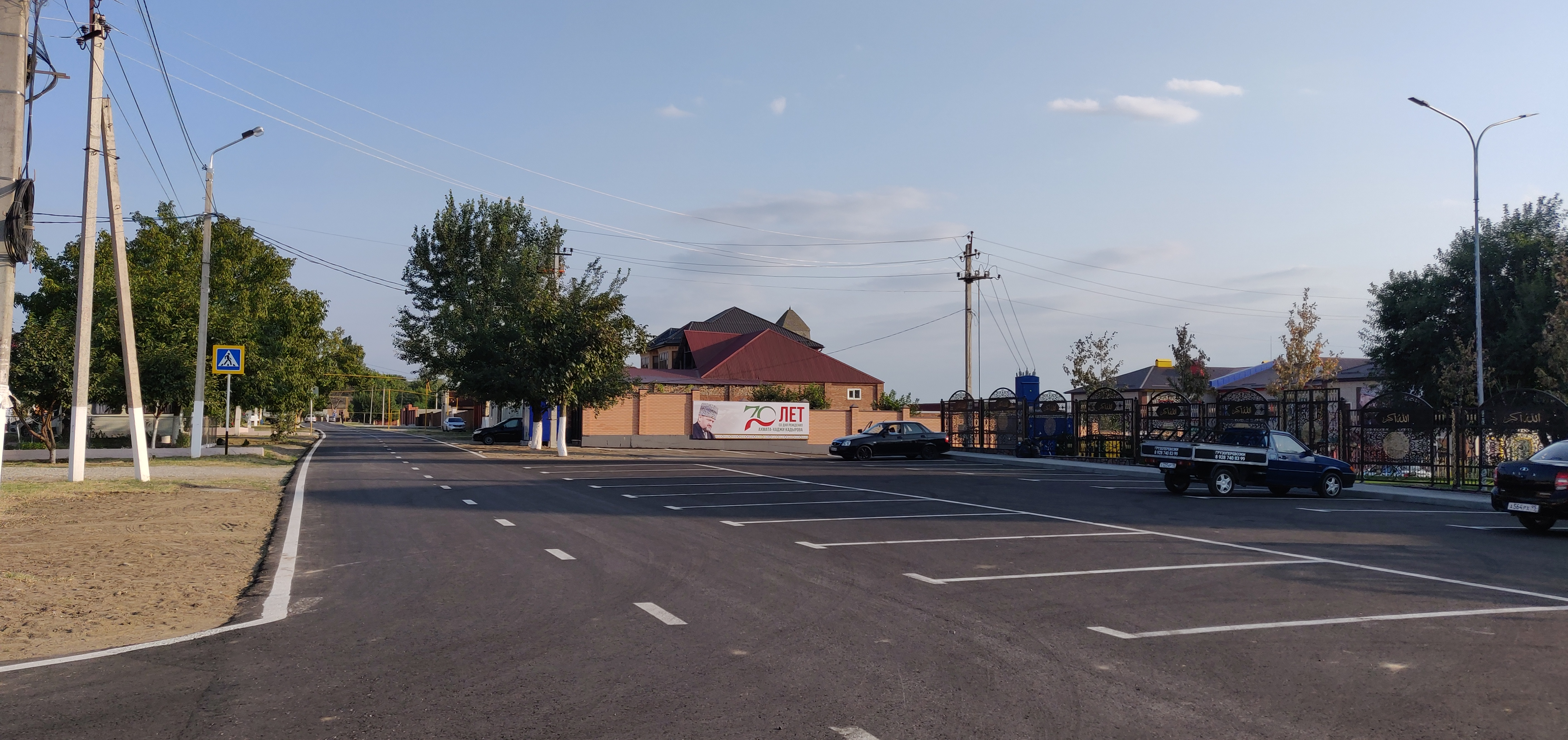
Парковка возле мечети
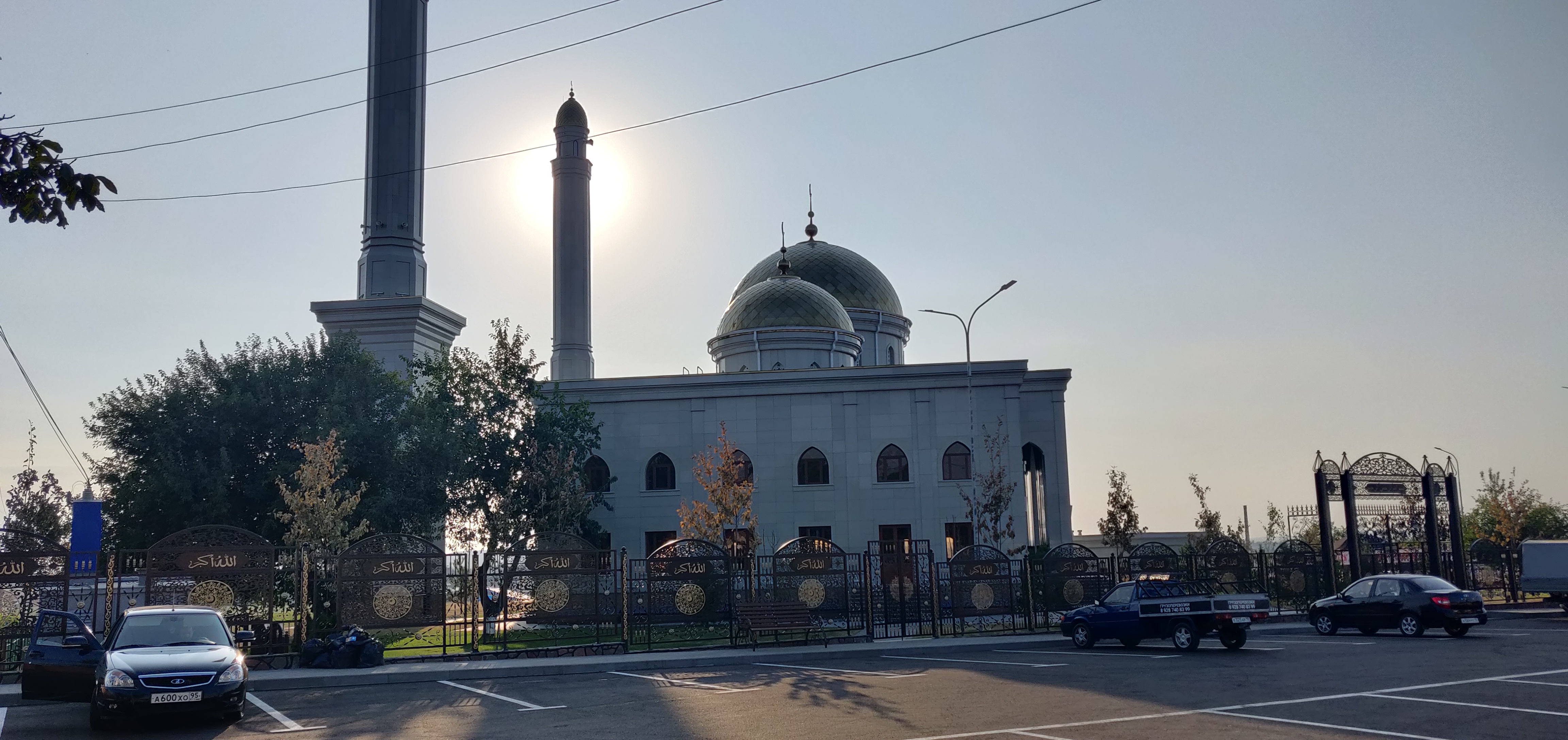
Вид с парковки
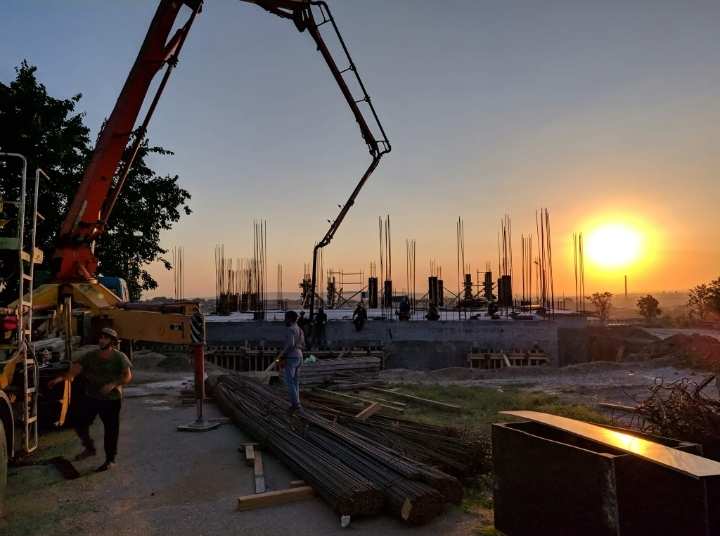
Строительство мечети, 2020 год